# Parco nazionale di Namib-Naukluft
Il parco nazionale di Namib-Naukluft (Namib-Naukluft National Park) è un'area naturale protetta situata nel deserto del Namib. Un'estensione totale di 49.768 km² (pari all'incirca alla Svizzera) ne fa la più grande riserva faunistica dell'Africa e il quarto parco nazionale del mondo per grandezza. Comprende una vasta porzione del deserto del Namib e parte dei monti Naukluft.

## Storia
Il parco fu fondato nel 1907 per volere dell'amministrazione coloniale tedesca, a partire da un nucleo iniziale costituito dalla regione compresa fra i fiumi Swakop e Kuiseb. Gli attuali confini risalgono al 1978, quando furono unite le aree naturali protette preesistenti del Namib Desert Park e del Naukluft Mountain Zebra Park, a cui si aggiunsero la regione diamantifera denominata Diamond Area I e altre porzioni del territorio circostante.

## Territorio
Il paesaggio è caratterizzato da alte dune di sabbia dal vivido colore arancione, dovuto all'ossidazione delle particelle di ferro presenti nella sabbia; poiché l'ossidazione aumenta col passare del tempo, le dune più antiche sono quelle dal colore più intenso. Nei pressi della costa atlantica le dune si alternano a lagune e aree alluvionali, ricchissime di avifauna; particolarmente celebre è la regione di Sandwich Harbour, a 50 km a sud di Walvis Bay. Fra i luoghi di maggiore interesse turistico Sossusvlei, Sandwich Harbour, il canyon di Sesriem, la Duna di Elim, la Duna 45, Hidden Vlei e Dead Vlei.

## Flora
L'altopiano denominato "Welwitschia Plains" a est di Swakopmund (nel triangolo tra i fiumi Khan e Swakop) ospita una delle maggiori concentrazioni esistenti di Welwitschia mirabilis (5-6.000 piante).

## Fauna
Il parco ospita una stupefacente varietà di specie animali adattate alle condizioni impervie del deserto: vi si trovano molte specie di serpenti, gechi e insetti, ma anche animali di taglia più grande come iene e sciacalli.

## Galleria d'immagini

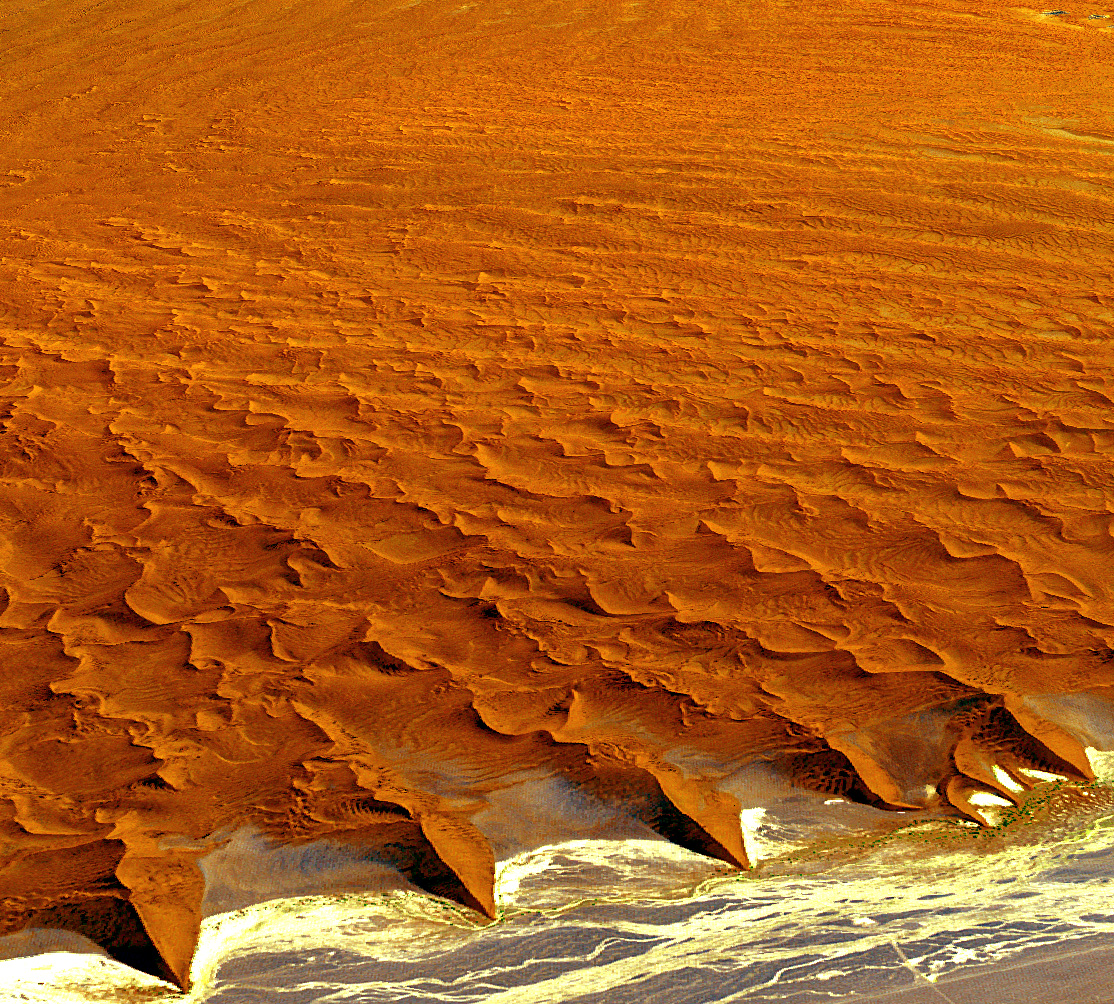
Dune del Namib sulla costa atlantica.
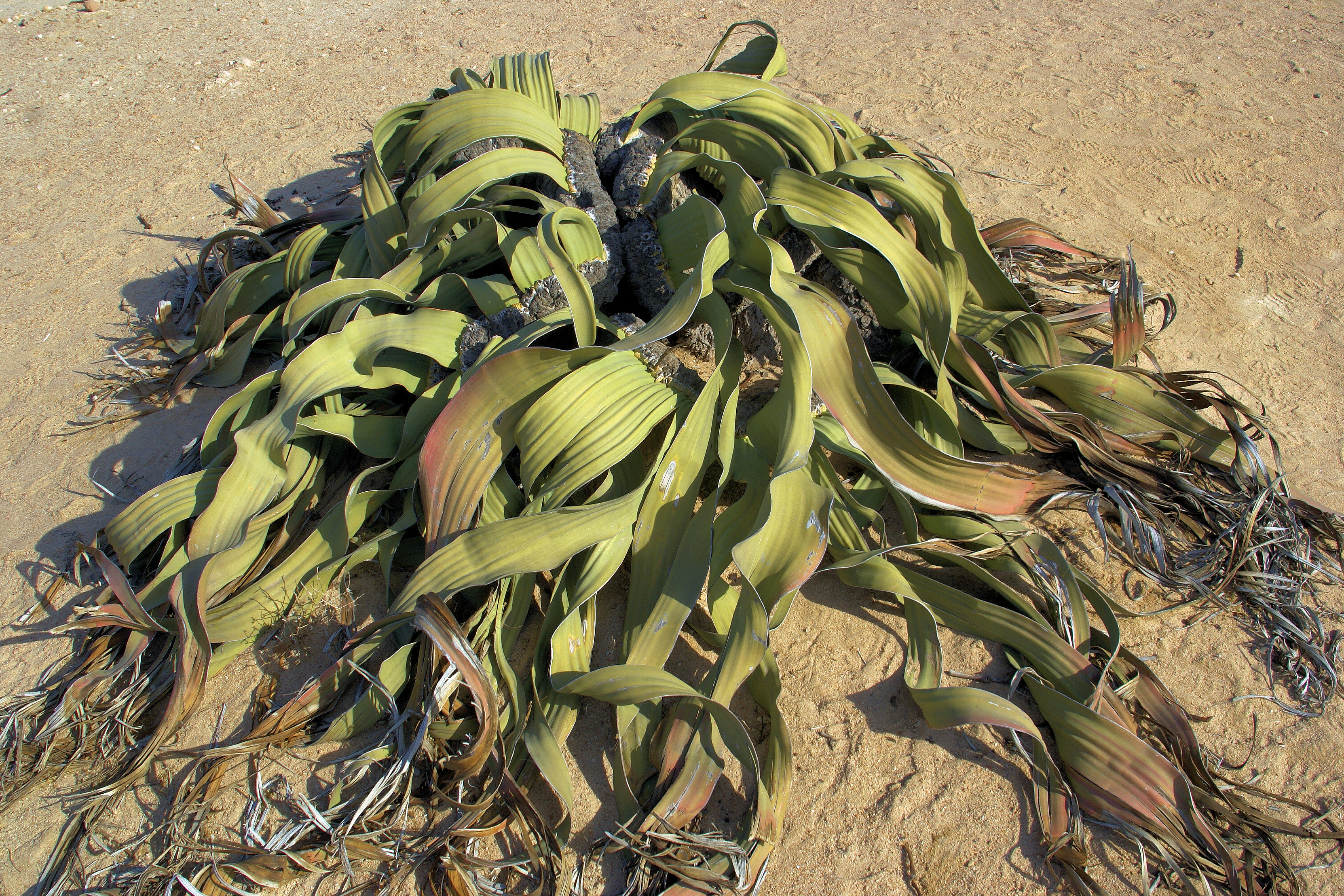
Welwitschia mirabilis.
Vista panoramica sul parco.
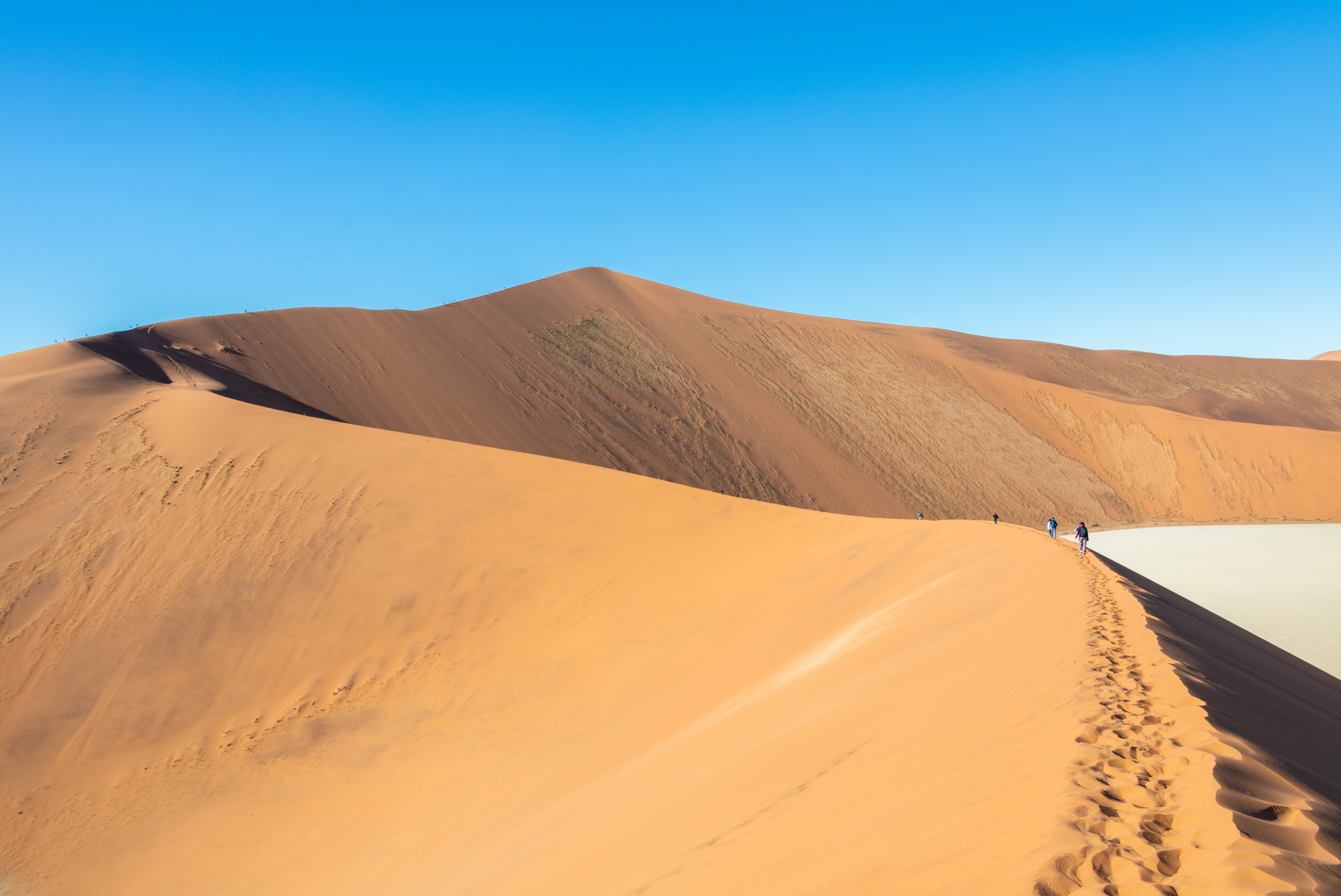
Sossusvlei.
Dune nel Parco Nazionale Namib-Naukluft
Strada per Dead Vlei nel Parco Nazionale del Namib-Naukluft
Namib-Naukluft National Park
Alberi nel Namib-Naukluft National Park
Namib-Naukluft National Park
Strada nel deserto del Namib nel Namib-Naukluft National Park